# Landwirtschaftssache
Landwirtschaftssachen sind in Deutschland die in § 1 des Gesetzes über das gerichtliche Verfahren in Landwirtschaftssachen (LwVfG) bezeichneten Verfahren. Der Begriff wurde mit der vom Zentral-Justizamt für die Britische Besatzungszone erlassenen Verfahrensordnung für Landwirtschaftssachen vom 2. Dezember 1947 (LVO) eingeführt und in das bundesdeutsche Recht übernommen.
Für Landwirtschaftssachen sind im ersten Rechtszug die Amtsgerichte als Landwirtschaftsgerichte ausschließlich zuständig, im zweiten Rechtszug die Oberlandesgerichte und im dritten der Bundesgerichtshof (Senat für Landwirtschaftssachen des Bundesgerichtshofs).

## Angelegenheiten der freiwilligen Gerichtsbarkeit
Die meisten Landwirtschaftssachen sind Angelegenheiten der freiwilligen Gerichtsbarkeit  (§ 23a Abs. 2 Nr. 9 GVG). Auf die Verfahren nach § 1 Nr. 1 und 2 bis 6 LwVfG sind die Vorschriften des FamFG sinngemäß anzuwenden (§ 9 LwVfG).
Dies betrifft Verfahren auf Grund der Vorschriften über:
- anzeigepflichtige Landpachtverträge nach § 585 BGB in Verbindung mit dem Landpachtverkehrsgesetz[3] mit Anhörung der Landwirtschaftsbehörde (§ 32 LwVfG)
- die rechtsgeschäftliche Veräußerung, die Änderung oder Aufhebung einer Auflage, die gerichtliche Zuweisung eines Betriebes sowie die Festsetzung von Zwangsgeld nach dem Grundstücksverkehrsgesetz[4][5]
- Einwendungen gegen das siedlungsrechtliche Vorkaufsrecht eines gemeinnützigen Siedlungsunternehmens in § 10 des Reichssiedlungsgesetzes
- die Aufhebung von Pacht- und sonstigen Nutzungsverhältnissen sowie die Inanspruchnahme von Gebäuden oder Land (Eingliederungsmaßnahmen in die Landwirtschaft) nach dem Bundesvertriebenengesetz
- das Anerbenrecht einschließlich der Versorgungsansprüche bei Höfen, Hofgütern, Landgütern und Anerbengütern
- Angelegenheiten, die mit der Aufhebung der früheren Vorschriften über Erbhöfe zusammenhängen

## Streitige Verfahren
Bürgerliche Rechtsstreitigkeiten über Landpachtverträge im übrigen wie Kündigungen, die Bewirtschaftungsweise oder Streit um den Pachtzins (allgemeine Landpachtstreitigkeiten) werden im Wesentlichen nach der Zivilprozessordnung (ZPO) entschieden (§ 48 LwVfG).